# Jobke Vonk-Vedder
Jobke Vonk-Vedder (Baambrugge, 21 maart 1964) is een Nederlands bestuurder en politicus van het CDA.

## Leven en werk
Vonk-Vedder is opgegroeid op een boerderij in Baambrugge. Zij volgde haar middelbare school en universitaire studie economie in Amsterdam. Al op jonge leeftijd werd zij actief  lid van het CDJA.
Van 1986 tot en met 1991 werkte Vonk-Vedder als lerares in het middelbaar onderwijs. Zij was docent Economische wetenschappen II voor havo en vwo op het Augustinus College in Amsterdam-Zuidoost. Daarna was zij tot en met 1996 werkzaam  bij het Centrum voor Beleidsadviserend Onderzoek (Cebeon) in Amsterdam. Van 1996 tot en met 2013 werkte zij als consultant en facilitair manager bij QSM Europe in Breukelen.
Op dertigjarige leeftijd werd zij voor het eerst gekozen in de gemeenteraad van Abcoude. Van 2000 tot en met 2002 en van 2006 tot en met 2010 was zij wethouder in Abcoude. Later zat zij ook in de gemeenteraad van De Ronde Venen en in de Provinciale Staten van Utrecht.
Van 2013 tot en met 2015 was Vonk-Vedder burgemeester van de gemeente Aalsmeer. Op 13 december 2016 werd zij benoemd als burgemeester van de gemeente Halderberge. Op 26 november 2019 maakte zij bekend per direct haar functie neer te leggen. Ze werd opgevolgd door Hélène van Rijnbach-de Groot.

## Trivia
Jobke Vonk-Vedder is getrouwd en heeft twee zonen.